# Unternehmen Rheinübung
Das Unternehmen Rheinübung war der Deckname einer deutschen Militäroperation der deutschen Kriegsmarine im Seekrieg des Zweiten Weltkriegs. Die Operation sollte den Druck auf die Nachschubtransporte zu den britischen Inseln erhöhen und den U-Boot-Krieg unterstützen. Im Verlauf des Unternehmens wurden bei zwei Seegefechten der britische Schlachtkreuzer Hood und das deutsche Schlachtschiff Bismarck versenkt.

## Vorplanungen
Die Operationsführung des Unternehmens Rheinübung (Kampfgruppe Bismarck/Prinz Eugen) oblag dem Flottenchef, Admiral Günther Lütjens. Das ursprünglich eingeplante Schlachtschiff Gneisenau (Kapitän zur See Otto Fein) fiel aufgrund von Reparaturarbeiten infolge eines Torpedotreffers aus. Die Ausarbeitung der Operationsanweisungen oblagen den Marinegruppenkommandos West (Generaladmiral Alfred Saalwächter) und Ost (Generaladmiral Rolf Carls).
Beiden Kommandostäben unterlief hierbei ein operativ schwerwiegender Planungsfehler. Das Versäumnis betraf die Auffüllung der Treibstoffreserven der Bismarck am 4. Operationstag. Um die beiden Schiffe der alliierten Luftaufklärung zu entziehen, war die Versorgung mit Treibstoff in den norwegischen Fjorden vorgesehen. Auch Lütjens’ eigener Flottenstab bemerkte den folgenschweren Fehler nicht. Damit hatten drei miteinander arbeitende Stäbe versagt.
Lütjens stand einer weiteren Atlantikoperation mit Dickschiffen von Anfang an skeptisch gegenüber, für ihn barg die Unternehmung zu viele Risiken. Diese Befürchtungen teilte er dem Oberbefehlshaber der Marine, Großadmiral Erich Raeder, am 26. April 1941 in einer Besprechung mit. Lütjens schlug vor, dass die Operation so lange hinausgezögert werden sollte, bis die Tirpitz (Kapitän zur See Karl Topp), die Scharnhorst (Kapitän zur See Kurt Caesar Hoffmann) und die Gneisenau wieder einsatzbereit wären. Damit stünde ein schlagkräftiger Kampfverband zur Verfügung. Der geplante Einsatz nur zweier und noch dazu so unterschiedlich leistungsstarker Schiffe würde die Erfolgsaussichten im Atlantik gefährden.
Raeder stimmte Lütjens’ Bedenken zu, sah sich aber außerstande, an der momentanen Situation etwas zu ändern. Im Dialog einigten sich der Flottenchef und sein Vorgesetzter auf eine Defensivtaktik. Beiden Offizieren ging es in erster Linie darum, den militärischen Druck auf die britischen Schifffahrtsverbindungen aufrechtzuerhalten und die wenigen großen Überwasserschiffe dabei möglichst lange einsetzen zu können. Um den Verlust oder eine Beschädigung der Bismarck zu verhindern, sollten Kämpfe mit schweren Überwassereinheiten aber möglichst vermieden werden. Lütjens erwähnte, dass die eigentliche Gefahr für die Schiffe in seinen Augen nicht von Überwassereinheiten, sondern von Torpedoflugzeugen ausgehe, die von gegnerischen Flugzeugträgern aus operierten.
Als Hitler am 5. Mai 1941 Gotenhafen besuchte, um die beiden Schlachtschiffe der Bismarck-Klasse zu besichtigen, berichtete Lütjens ihm von diesen Bedenken. Offensichtlich konnte der Admiral Hitler überzeugen. Am Ende des Gesprächs waren sich beide darüber einig, dass ein Verlust der prestigeträchtigen Schiffe unter allen Umständen zu vermeiden wäre. Allerdings erteilte Hitler keine Anordnungen, welche die Unternehmung verschieben oder abbrechen hätten können.
Am 12. Mai richtete sich Lütjens’ Flottenstab vorübergehend auf der Bismarck ein. Zunächst sollte damit die Zusammenarbeit zwischen Flottenstab und dem neuen Flaggschiff in einer Übung vertieft werden, in der verschiedene Gefechtsbilder gefahren wurden. Nach der Überwindung verschiedener technischer Probleme konnte sich der Stab am 18. Mai 1941 endgültig an Bord einschiffen. In der Nacht des Folgetages lief die Operation an.

## Verlauf

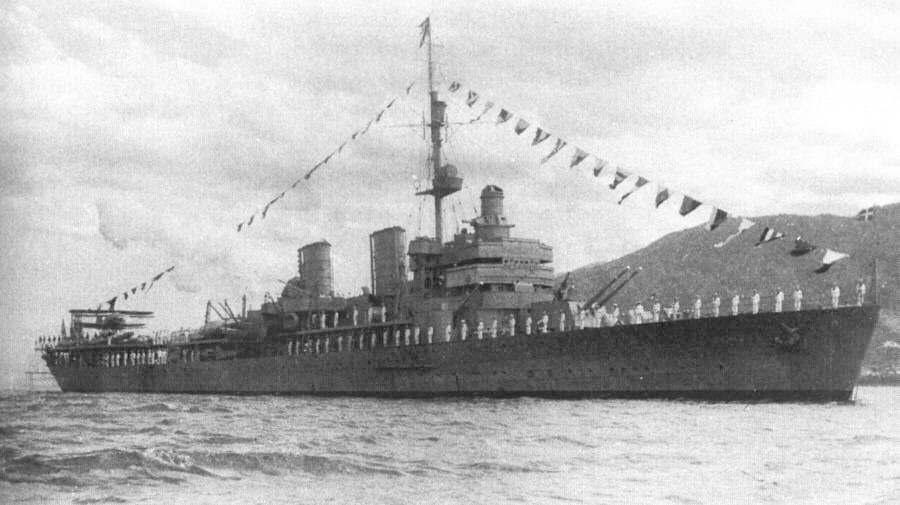
Die schwedische Gotland, die den Verband meldete

Am 18. Mai 1941 lief die Bismarck aus Gotenhafen mit Ziel Atlantik aus. Begleitet wurde sie von dem schweren Kreuzer Prinz Eugen und den drei Zerstörern Z 10 Hans Lody, Z 16 Friedrich Eckoldt, Z 23, sowie den Sperrbrechern 13 und 31 und der 5. Minensuchflottille.
Beim Passieren des Kattegats am 20. Mai sichtete eine Hawker Osprey vom schwedischen Flugzeugkreuzer Gotland den Schiffsverband. Die Gotland informierte die eigene Flotte mit einem kurzen Funkspruch über die Sichtung. Die Briten fingen diesen Funkspruch ab und verstärkten daraufhin ihre Aufklärung. Der Pilot eines Aufklärungsflugzeugs vom Typ Spitfire sichtete die Großkampfschiffe am Vormittag des 21. Mai, als die Prinz Eugen und die Zerstörer bei Bergen Treibstoff an Bord nahmen und der Anstrich der Bismarck verändert wurde.
Am 22. Mai setzten die Bismarck und die Prinz Eugen ihre Fahrt fort, die Zerstörer blieben zurück. Der an Bord des Flaggschiffes Bismarck befindliche Flottenchef Admiral Günther Lütjens beabsichtigte, durch die Dänemarkstraße zwischen Grönland und Island in den Atlantik auszubrechen.
Die britische Home Fleet unter dem Kommando von Admiral John Tovey hielt einen Durchbruch an dieser Stelle für unwahrscheinlich, weshalb nur zwei Schwere Kreuzer im näheren Umkreis positioniert waren. Die Suffolk sichtete den deutschen Verband am 23. Mai um 19.22 Uhr auf 7 Seemeilen. Unterstützt wurde sie durch die Norfolk, die kurzzeitig von den deutschen Schiffen unter Feuer genommen wurde, sich aber in eine Nebelbank flüchten konnte. Die britischen Kreuzer ließen sich nicht auf den ungleichen Kampf ein und sollten nur per Radar Fühlung halten, um die zwei eigenen Großkampfschiffe heranzuführen, die noch 300 Seemeilen entfernt waren.

### Gefecht in der Dänemarkstraße

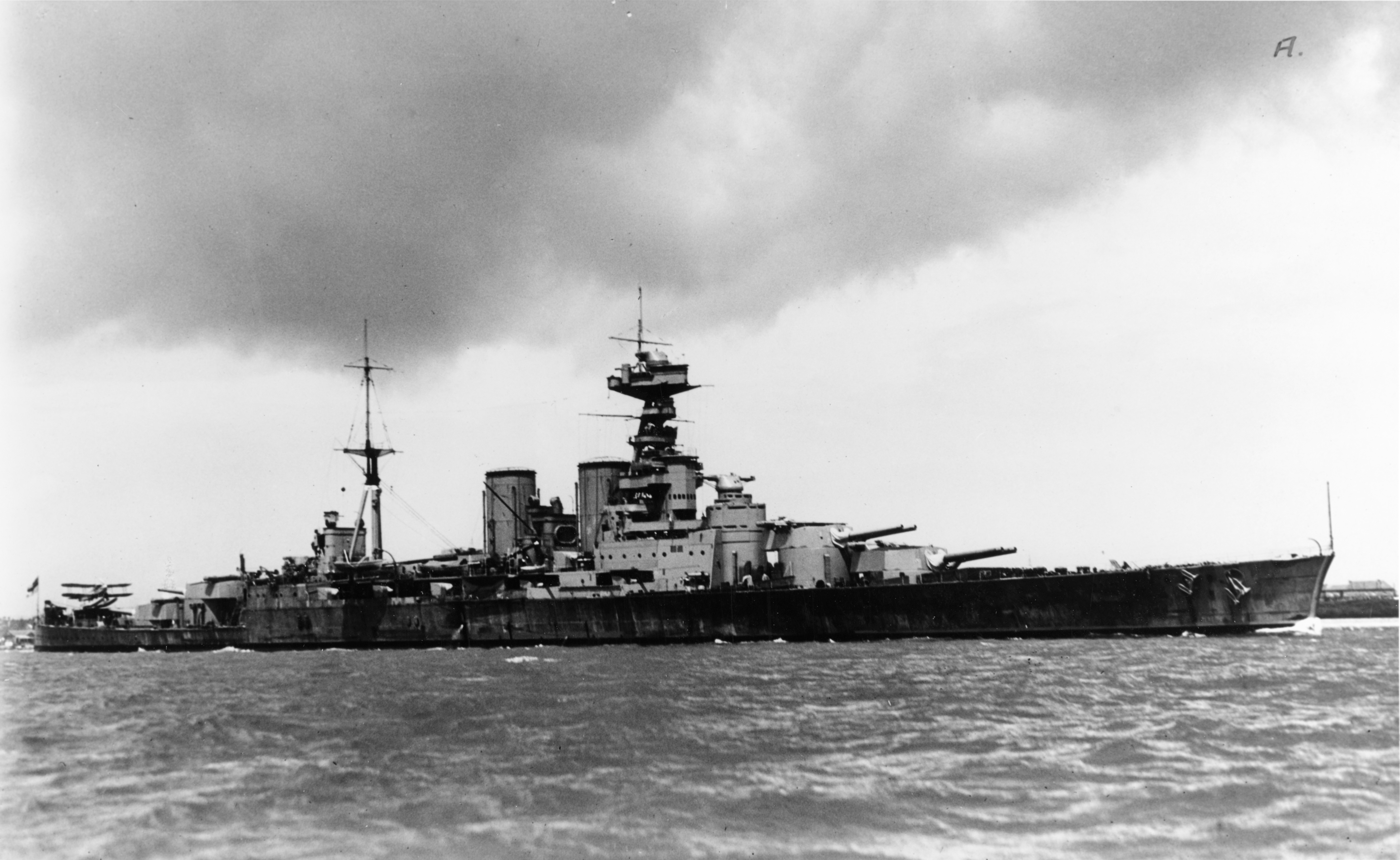
Die Hood nach der Modernisierung

Admiral Tovey hatte die ihm zur Verfügung stehenden schweren Einheiten in zwei Geschwader aufgeteilt. Der Verband unter dem Kommando von Vizeadmiral Lancelot Holland, bestehend aus dem Schlachtkreuzer Hood, dem unlängst in Dienst gestellten Schlachtschiff Prince of Wales und sechs Zerstörern, war südlich von Island postiert und wurde nun zum südlichen Ausgang der Dänemarkstraße beordert, um den deutschen Verband abzufangen. Die Begleitzerstörer konnten die Geschwindigkeit der beiden Großkampfschiffe nicht halten und fielen zurück. Als die Suffolk gegen Mitternacht meldete, den Kontakt zu den deutschen Schiffen verloren zu haben, drehte der britische Kampfverband nach Norden und die Zerstörer erhielten Befehl, sich aufzufächern und sich so an der Suche nach den deutschen Schiffen zu beteiligen.
Um 5:35 Uhr kamen beide Geschwader in Sichtweite zueinander. Holland war bestrebt, die Distanz zwischen den beiden Geschwadern schnell zu verringern, da die relativ schwachen Panzerdecks der Hood auf große Entfernung durch Steilfeuer gefährdet waren. Auf 23 km Entfernung eröffneten die Briten um 5:52 Uhr das Gefecht. Die Hood beschoss zunächst irrtümlich die Prinz Eugen, die zu der Zeit an der Spitze des deutschen Verbandes lief. Die deutschen Schiffe hatten am Vortag ihre Positionen gewechselt, weil das vordere Radar der Bismarck durch die Erschütterungen der schweren Artillerie während des Beschusses auf die Norfolk ausgefallen war. Die Silhouetten der deutschen Schiffe waren außerdem durch die schlechten Sichtverhältnisse leicht verwechselbar. Auf der Prince of Wales wurde der Irrtum früh erkannt und der Befehl zum Zielwechsel gegeben.
Lindemann erteilte um 5:55 Uhr mit den Worten „Ich lasse mir doch mein Schiff nicht unter dem Arsch wegschießen. Feuererlaubnis.“ eigenmächtig die Feuererlaubnis für die Bismarck und überging damit seinen Vorgesetzten Lütjens. Lütjens nahm diese Insubordination widerspruchslos hin. Die deutschen Schiffe konnten sich schnell einschießen. Bereits die dritte Salve der Bismarck lag deckend bei der Hood. Den ersten Treffer auf der Hood erzielte die Prinz Eugen mit ihrer vierten Salve. Eine 20,3-cm-Granate detonierte in der Bereitschaftsmunition der 10,2-cm-Geschütze; der daraufhin ausbrechende Brand erlosch aber schnell wieder.
Die Briten brauchten länger, um sich einzuschießen; erst die siebente Salve der Prince of Wales war deckend. Ihre Besatzung war noch nicht eingespielt, da sie sich auf ihrer ersten Einsatzfahrt befand und die Probefahrten noch nicht abgeschlossen waren.

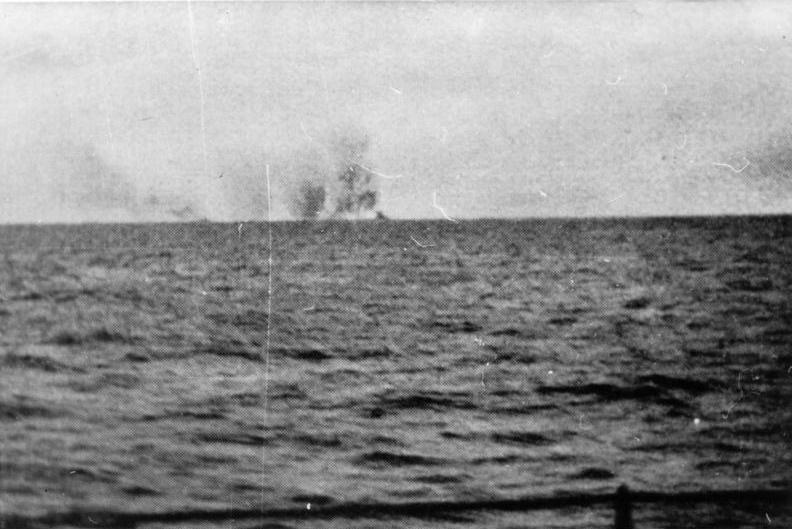
Explosion der Hood (Foto des Bundesarchivs)

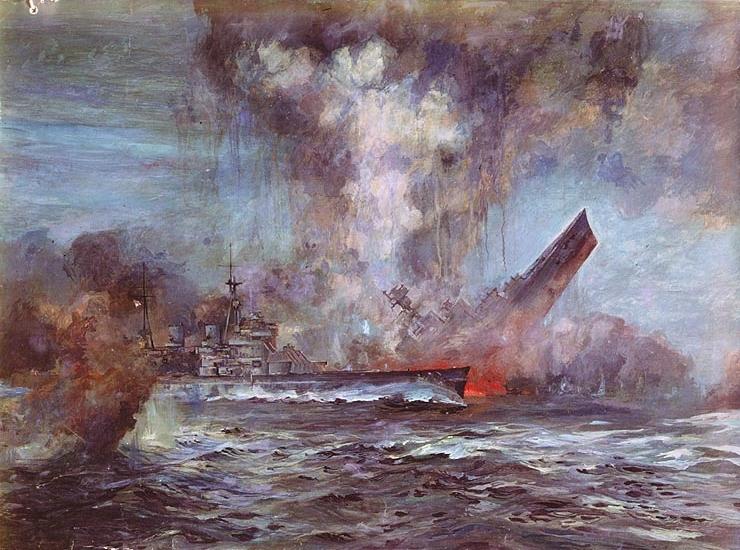
Die sinkende Hood, davor die Prince of Wales. Gemälde von J.C. Schmitz-Westerholt.

Admiral Holland gab um 6:00 Uhr den Befehl, zu drehen, sodass auch die achteren Türme der Hood eingesetzt werden konnten. Bis dahin hatte die Hood nur mit den vorderen Türmen geschossen, da die hinteren Türme durch die Aufbauten kein freies Schussfeld nach vorne hatten. Während dieser Drehung traf eine 38-cm-Granate aus der fünften Salve der Bismarck um 6:01 Uhr das Schiff, kurz darauf explodierte die achtere Munitionskammer der Hood. Von der darauffolgenden gewaltigen Detonation wurde der Schlachtkreuzer in Stücke gerissen und sank in weniger als drei Minuten. 1.415 Mann starben bei der Explosion, unter ihnen auch Vizeadmiral Holland. Nicht mehr als drei überlebten.
Die Prince of Wales, nun auf sich alleine gestellt, entging durch ein kurzfristiges Ausweichmanöver einem Zusammenstoß mit der sinkenden Hood knapp. Ohne dieses Manöver wäre die Prince of Wales wohl in die deckende sechste Salve der Bismarck gelaufen, die sich beim Einschlag der fünften Salve bereits in der Luft befand. Erschwerend kam für das britische Schlachtschiff hinzu, dass mehrere Rohre der schweren Artillerie wegen Fehlern in der unfertigen Stromversorgung ausgefallen waren. Nachdem sie vier Treffer durch die Bismarck und drei durch die Prinz Eugen erhalten hatte und unter anderem eine Granate der Bismarck auf der Kommandobrücke eingeschlagen und bis auf den Kommandanten und den Obersignalmeister alle dort Anwesenden getötet hatte, drehte die Prince of Wales ab und zog sich in selbst erzeugte Rauchschleier zurück. Lütjens weigerte sich, Lindemann die Verfolgung zu gestatten, ohne dies zu begründen. Lindemann wiederholte seine Bitte, diesmal mit mehr Nachdruck. Lütjens hatte vom deutschen Marinebefehlshaber, Großadmiral Erich Raeder, den ausdrücklichen Befehl, unnötige Gefechte mit der Royal Navy zu vermeiden, vor allem, wenn sie zu weiteren Schäden führen könnten. Er brach das Gefecht ab, anstatt die Prince of Wales zu verfolgen und befahl einen Kurs von 270°, genau nach Westen. Die Bismarck hatte während des Gefechts 93 ihrer 353 panzerbrechenden Granaten abgefeuert.
Die Kreuzer HMS Suffolk und HMS Norfolk, die die deutschen Schiffe seit dem Vortag verfolgt hatten, waren während des Gefechts außer Schussweite. Dennoch feuerte die Suffolk zwischen 6:19 Uhr und 6:25 Uhr sechs Salven.
Die Prinz Eugen erlitt keine Beschädigungen. Die Bismarck erhielt von der Prince of Wales drei Treffer, wobei ein Brennstoffbunker im Vorschiff zerstört wurde, worauf 1000 Tonnen Brennstoff ausliefen und verbleibendes Bunkeröl durch Seewasser verunreinigt wurde. Zudem wurde einer der Kesselräume der Bismarck  und ein Generatorraum mit Turbogeneratoren geflutet. Die Höchstgeschwindigkeit von 30 Knoten konnte nicht mehr erreicht werden. Ferner kam man nicht mehr an die noch intakten Treibstoffbunker im Vorschiff heran.

### Verfolgung und Untergang derBismarck

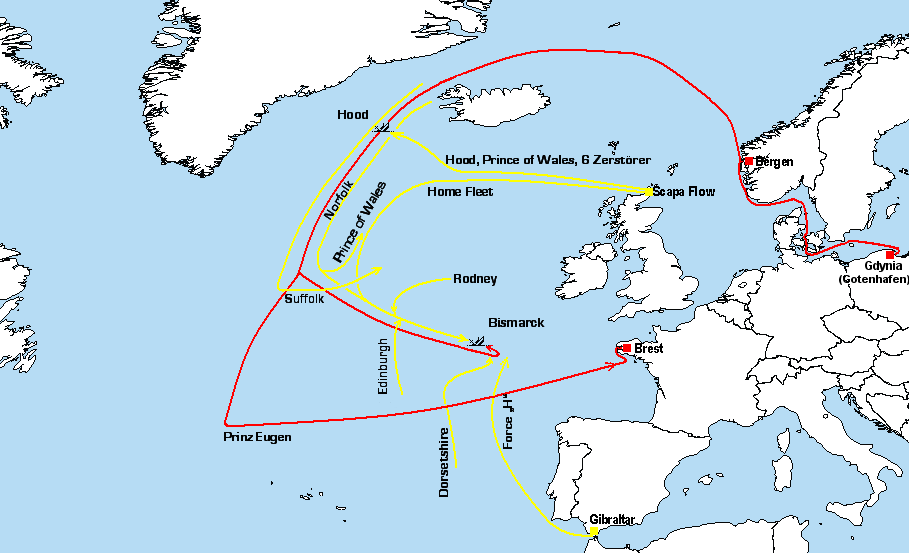
Kurse der beteiligten Schiffe und Verbände. Die eingezeichneten Staatsgrenzen entsprechen nicht der Situation von 1940.

Die Beschädigungen und der Treibstoffverlust der Bismarck machten eine Fortführung des geplanten Unternehmens unmöglich. Nun rächte es sich, in Norwegen keinen Treibstoff an Bord genommen zu haben. Die Höchstgeschwindigkeit des Schlachtschiffes war durch den Durchschuss im Vorschiff dauerhaft auf 28 Knoten herabgesetzt und das Schiff zog eine für die feindliche Luftaufklärung gut erkennbare Ölspur hinter sich her. Admiral Lütjens wollte daraufhin einen deutsch kontrollierten Hafen an der französischen Küste ansteuern und die Schäden reparieren lassen.
Die Prinz Eugen bekam um 18:34 Uhr Befehl, selbstständig Handelskrieg zu führen, und wurde entlassen. Daraufhin leiteten die Briten die nahen transatlantischen Geleitzüge HX 126, SC 31, HX 127, OB 323 und OB 324 um. Die Bismarck sollte Saint-Nazaire anlaufen, wo es ein ausreichend großes Trockendock für die anstehenden Reparaturen gab. Am Abend konnte man durch ein geschicktes Täuschungsmanöver die Trennung durchführen. Beide Schiffe entkamen der Radarbeobachtung der britischen Kreuzer Norfolk und Suffolk. Die Prinz Eugen ergänzte noch einmal den Brennstoff beim Tanker Spichern, um am 26. Mai befehlsgemäß mit dem Handelskrieg zu beginnen. Sie musste aber kurze Zeit später weitere Operationen unterlassen, da Schäden an der Antriebsanlage auftraten. Das Schiff steuerte daraufhin den Hafen von Brest an, den es am 1. Juni von den Briten unbemerkt erreichte.

#### Verfolgung der Bismarck

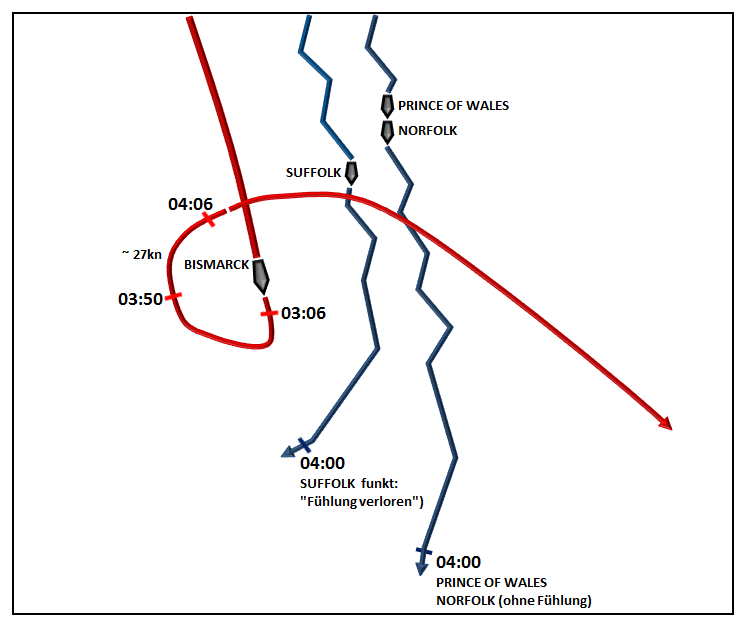
Das von R. Rohwer rekonstruierte Absetzmanöver der Bismarck in der Nacht des 25. Mai 1941 von 02:29 Uhr bis 04:08 Uhr. Auf Bismarck wurde das Abreißen der britischen Fühlungshalter von Lütjens nicht erkannt.

Die Briten mobilisierten nach der Versenkung der Hood nahezu die gesamte Home Fleet, um die Bismarck zu vernichten (Zitat Churchill: „Es ist mir egal, wie Sie es anstellen; Sie müssen die Bismarck versenken!“). Der Befehlshaber der U-Boote, Karl Dönitz, bot seinerseits der Bismarck alle im Atlantik verfügbaren U-Boote zur Unterstützung an. Lütjens bat darum, im Planquadrat AJ 68, genau südlich von Grönland, einen Hinterhalt zu legen. Er wollte seine Verfolger am 25. Mai in dieses Planquadrat locken. Dort sollten die U-Boote die Verfolger angreifen und so der Bismarck das Entkommen ermöglichen. Hierfür wurden fünf U-Boote eingesetzt. Vier weitere U-Boote wurden für einen zweiten Hinterhalt in der Biskaya bereitgestellt. Zwei davon, U 556 und U 98 hatten jedoch schon alle Torpedos verschossen und sollten deshalb als Aufklärer dienen, U 74 war durch Wasserbomben bereits schwer beschädigt. Insgesamt wurden alle hierfür verfügbaren 15 U-Boote eingesetzt, um die Bismarck zu unterstützen.
Da die britischen Schiffe langsamer als die Bismarck waren, konnte man nur auf die vor Gibraltar operierenden Schiffe der Force H hoffen, die nach Norden in Marsch gesetzt wurden. Die der Bismarck am nächsten stehende britische Kampfgruppe war jedoch Toveys eigenes Geschwader, bestehend aus dem Schlachtschiff King George V, dem Schlachtkreuzer Repulse, dem Flugzeugträger Victorious und mehreren Kreuzern und Zerstörern.
Tovey entschloss sich, den Flugzeugträger aus seinem Verband zu entlassen, um einen Angriff mit Torpedobombern auf das deutsche Schlachtschiff durchzuführen und dessen Fahrt zumindest zu verlangsamen. Am Abend des 24. Mai starteten neun Fairey Swordfish von der Victorious aus einer Entfernung von etwa 100 Meilen. Die Torpedobomber konnten nur einen Treffer erzielen, der zwar ein Besatzungsmitglied tötete, ansonsten aber keine nennenswerten Schäden anrichtete. Kurz darauf ging der Kontakt mit der Bismarck verloren. Ihre Ausweichmanöver gegen die Torpedobomber hatten jedoch die vorherigen improvisierten Reparaturen wieder zunichtegemacht. Das Schiff verlor noch mehr Öl, wurde langsamer und nahm einen neuen Kurs direkt auf Brest, das näher lag als Saint-Nazaire.
Zunächst war die Bismarck unauffindbar, da die Briten vermuteten, sie wäre nach Westen ausgebrochen. Admiral Lütjens hatte die Fühlunghalter durch eine Kreisbewegung überlistet, hatte sie umlaufen und war nun unbehelligt auf dem Weg nach Osten, in Richtung der französischen Küste. Lütjens erkannte jedoch seine Chance nicht und hielt sich weiterhin von der britischen Radarüberwachung für geortet: Die Funkmessbeobachter der Bismarck konnten zwar die Signale der britischen Radargeräte deutlich empfangen, sie wussten jedoch nicht, dass das Echo für die britischen Radargeräte zu schwach war. Im Vergleich zu den bekannten Daten ihres eigenen Bordradargerätes Seetakt, mit einer typischen Reichweite zwischen 110 und 220 Hektometer, wähnte man sich unter ständiger Beobachtung, tatsächlich aber war die Position der Bismarck unbekannt.
Wegen dieser Fehleinschätzung sah Lütjens keine Notwendigkeit für eine Funkstille und setzte am Morgen des 25. Mai zwei längere Funksprüche an die Seekriegsleitung ab. Diese wurden von den Briten eingepeilt, jedoch zunächst falsch ausgewertet. Dadurch glaubten sie an eine Rückkehr der Bismarck nach Norwegen und schickten ihre Schiffe nach Norden statt nach Südosten, wo die Bismarck in Wahrheit stand. Erst am Nachmittag erkannten die Briten ihren Fehler. Zu dieser Zeit hatte die Bismarck jedoch bereits so viel Vorsprung gegenüber ihren Verfolgern herausgefahren, dass sie für die Schiffe der Home Fleet uneinholbar war.
Die einzigen britischen Schiffe von Belang, die noch zwischen der Bismarck und ihrem Ziel standen, war die Force H, bestehend aus dem Flugzeugträger Ark Royal, dem Schlachtkreuzer Renown und dem Leichten Kreuzer Sheffield. Unter dem Eindruck des schnellen Untergangs der Hood schreckten die Briten allerdings davor zurück, diese militärisch unterlegenen Einheiten in eine Schlacht mit der Bismarck zu schicken und setzten all ihre Hoffnungen auf den Flugzeugträger. Die Flugzeuge der Ark Royal sollten mit ihren Torpedos die Bismarck soweit beschädigen, dass die Verfolger sie einholen und mit zahlenmäßiger Überlegenheit versenken konnten.
Die Bismarck, von der man seit den eingepeilten Funksprüchen nichts mehr gesehen und gehört hatte, musste aber zunächst wiedergefunden werden. Die Briten verstärkten daher die Luftaufklärung über dem Seegebiet, in dem sie die Bismarck vermuteten. Hilfreich waren hier einerseits die Ölspur, die die Bismarck hinter sich her zog, andererseits der zur Neige gehende Treibstoff, wegen dem die Bismarck auf dem direkten Weg nach Frankreich laufen musste. Trotzdem hätte ihre Geschwindigkeit noch ausgereicht, um den britischen Verfolgern in französische Gewässer entkommen zu können.

#### Treffer in der Ruderanlage

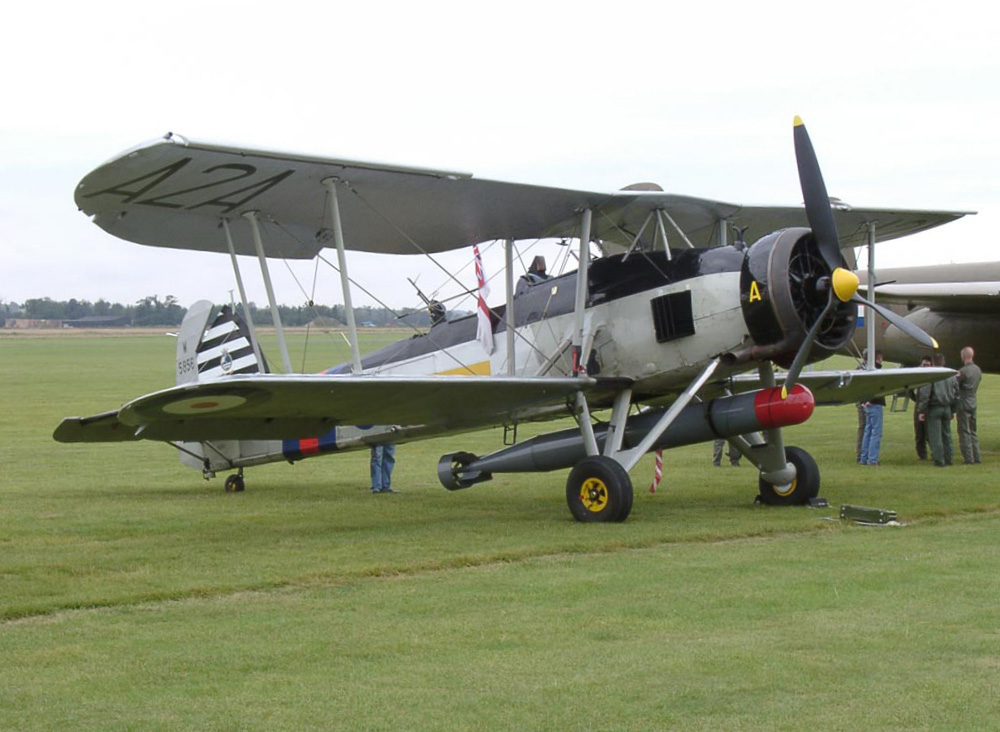
Eine Swordfish mit Torpedo

Am Vormittag des 26. Mai sichtete ein von Irland gestartetes Catalina-Flugboot ein großes, dunkles Gebilde auf dem Wasser, das eine Ölspur hinter sich her zog – das verschwunden geglaubte Schlachtschiff war wieder geortet worden. Nun konnten die Swordfish der Ark Royal an die Bismarck herangeführt werden. Dabei kam es zu einem Zwischenfall, als die Flugzeuge zunächst die in der Nähe Fühlung haltende Sheffield mit der Bismarck verwechselten und angriffen. Beschädigt wurde der Kreuzer dabei aber nicht, auch weil die moderneren Torpedos mit Magnetzünder versagten. Die Flugzeuge kehrten zurück auf die Ark Royal und luden Torpedos mit den traditionellen Aufprallzündern nach. Ohne diesen Zwischenfall hätten die Swordfish beim Angriff auf die Bismarck wesentlich schlechter funktionierende Waffen gehabt, was den Ausgang der Jagd möglicherweise vollkommen geändert hätte.
Die Briten entschlüsselten Teile der deutschen Funkmeldungen und erkannten den wahrscheinlichen Kurs der Bismarck. Insgesamt sieben in der Biskaya wartende U-Boote wurden dorthin umgeleitet. Am Abend des 26. Mai waren sie nur wenige Kilometer von der Bismarck und dem von Gibraltar anlaufenden britischen Verband Force H mit der Ark Royal entfernt. Um 19:48 Uhr sichtete U 556 den Verband auf Position 48° N, 16° W aus dem Dunst kommend und wurde von ihm fast überfahren. Die Torpedoflugzeuge des Flugzeugträgers starteten offensichtlich gerade zu ihrem Angriff auf die Bismarck. Aufgrund der idealen Schussposition zwischen den beiden Schiffen, die keine Zickzack-Kurse fuhren und keine Zerstörer-Begleitung hatten, hätte sowohl die Ark Royal als auch der sie begleitende Schlachtkreuzer Renown kurz hintereinander versenkt werden können. U 556 hatte jedoch keine Torpedos mehr und musste sich deshalb mit Kontaktmeldungen begnügen.
Beim zweiten Anflug korrekt eingewiesen, griffen die Flugzeuge unter schwerem Abwehrfeuer die Bismarck an und zielten dabei mit ihren Torpedos vorzugsweise auf das Heck mit den empfindlichen Ruder- und Antriebsanlagen. Die Swordfish waren für die modernen Flugabwehr-Feuerleitanlagen der Bismarck zu langsam und deshalb wurde die Entfernung der Flugzeuge zum Schiff nicht korrekt ermittelt. Schließlich erzielte ein von einem der Flugzeuge abgeworfener Torpedo einen fatalen Treffer an der Ruderanlage. Gegen 21:30 Uhr meldete sich die Bismarck durch einen Funkspruch auf Position 47° N, 15° W als von Flugzeug-Torpedos getroffen und manövrierunfähig.
Das Ruder klemmte bei einer Lage von 12 Grad nach Backbord. Es gelang der Besatzung trotz großem Einsatz nicht, den Schaden zu beheben. Schon bei den Probefahrten in der Ostsee hatte sich gezeigt, dass das Schiff unter solchen Bedingungen durch Gegensteuern mittels unterschiedlicher Schraubendrehzahlen nicht auf Kurs zu halten war. Der vorherrschende Wind zwang die Bismarck nach Nordwest auf die verfolgenden britischen Schiffe zu. Um nicht antriebslos zu treiben, wurde mit der noch völlig intakten Antriebsanlage und den ebenfalls unversehrten Antriebsschrauben eine Fahrt von wenigen Knoten Geschwindigkeit aufrechterhalten. Das Schiff steuerte also letztendlich mit geringer Geschwindigkeit auf seine Verfolger zu und konnte nicht mehr nach Frankreich entkommen.
Daraufhin wurde allen U-Booten des Biskaya-Hinterhalts befohlen, bei der Bismarck zusammenzutreffen und diese zu verteidigen. Auch sollte das Kriegstagebuch der Bismarck durch ein U-Boot übernommen werden. Nachdem ein Versuch, das Buch auszufliegen, gescheitert war (Beschädigung des Flugzeugkatapults), forderte Lütjens in seinem letzten Funkspruch von 07:10 Uhr ein U-Boot an, das das Buch aufnehmen sollte. Sein Funkspruch lautete: „U-Boot schicken zum Wahrnehmen des Kriegstagebuches.“ Zuletzt sah man Lindemann, in Schwimmweste, resigniert und abwesend wirkend, auf der Brücke stehen. Auch dieser Versuch scheiterte. Zu diesem Zeitpunkt lag U 556 unter Kapitänleutnant Herbert Wohlfahrt nördlich und in unmittelbarer Reichweite der Bismarck, allerdings ohne Torpedos an Bord. Westlich lag U 108. U 74 unter Eitel-Friedrich Kentrat befand sich südlich am nächsten der Bismarck, konnte aber aufgrund Beschädigung nicht eingreifen. In mittlerer südlicher Entfernung standen, nach Abstand zum Schlachtschiff sortiert, U 552 (Kapitänleutnant Herbert Schneider), U 98 ohne Torpedos (Kapitänleutnant Robert Gysae) sowie U 97 (Kapitänleutnant Udo Heilmann) und U 48 (Kapitänleutnant Herbert Schultze).
Für den Aktionsradius von Flugzeugen der deutschen Luftwaffe war das Schiff etwas zu weit entfernt. Trotzdem wurde der Versuch unternommen, Junkers Ju 88A-4 und A-5 der Kampfgeschwaders 54 und 77 heranzuführen. Dabei wurde am 28. Mai die Maschine des Leutnants Erich Heinrichs durch britische Langstreckenjäger über dem Nordatlantik abgeschossen. Heinrichs erhielt posthum des Ritterkreuz des Eisernen Kreuzes.
In der folgenden Nacht kam es zu einem Gefecht zwischen dem beschädigten Schlachtschiff und einer britischen Zerstörerflottille unter Captain Philip Vian. Die fünf Zerstörer Cossack, Maori, Sikh, Zulu und die polnische Piorun attackierten die Bismarck mit Torpedos, konnten aber wegen der Dunkelheit, widriger Wetterbedingungen und des heftigen Abwehrfeuers keine Treffer erzielen. Auch das schwer beschädigte U 73 erreichte die Schiffe zu dieser Zeit, konnte jedoch die stark manövrierenden Zerstörer nicht angreifen und sein Hauptziel, den Kreuzer Sheffield, nicht finden. Es verlor später den Kontakt. U 556 traf gleichfalls ein, konnte jedoch ohne Torpedos und mit geringen Treibstoffreserven nicht eingreifen.

#### Untergang der Bismarck

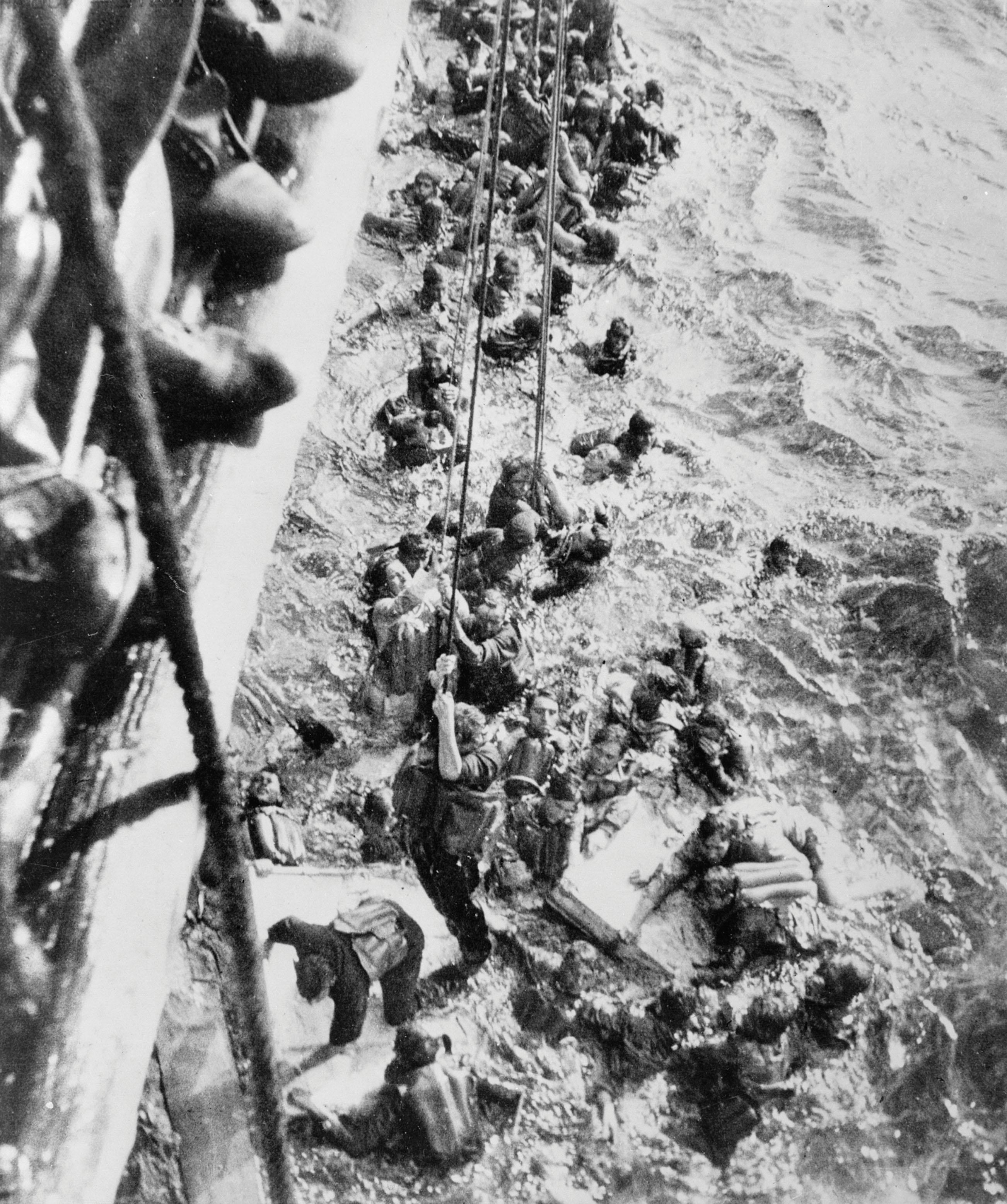
Überlebende werden von der Dorsetshire gerettet

Am Morgen des 27. Mai 1941 wurde die Bismarck durch einen Verband britischer Kriegsschiffe gestellt. Es waren die Schlachtschiffe King George V und Rodney sowie die schweren Kreuzer Norfolk und Dorsetshire. Bevor das nächste noch über ausreichend Treibstoff verfügende, aber schwer beschädigte U-Boot U 74 die Bismarck erreichen konnte, um wie angefordert deren Kriegstagebuch aufzunehmen, eröffneten die britischen Schlachtschiffe das Feuer.
Nach einem ca. 90-minütigen Gefecht war die Bismarck von den britischen Einheiten zusammengeschossen worden. Die schwere Artillerie hatte bereits nach etwa einer Stunde das Feuer aufgrund Munitionsmangel eingestellt. Das Gleiche passierte auch mit der Mittelartillerie, die ca. 10–20 Minuten später aufhörte zu schießen. Von den alliierten Schlachtschiffen wurden über 700 Granaten der Hauptartillerie auf die Bismarck abgeschossen, wobei die Kampfentfernung teilweise weniger als 3.000 m betrug. Davon drangen anscheinend nur vier Granaten durch die Gürtelpanzerung der Bismarck, ohne dort kritische Schäden zu verursachen. Die Artillerieleitstände der Bismarck waren bereits früh in diesem Gefecht durch gegnerische Treffer ausgefallen, so dass sie selbst nur wenige schwere Treffer erzielen konnte. Lediglich ein Treffer durch eine 15-cm-Granate sorgte für eine Störung in der Kommunikation zwischen dem Artillerieleitstand und den vorderen Geschütztürmen der King George V., sodass diese zeitweise das Feuer einstellen mussten.
Die britischen Schlachtschiffe mussten sich wegen ihrer zur Neige gehenden Brennstoffvorräte von der noch schwimmenden Bismarck zurückziehen. Die Bismarck war zu diesem Zeitpunkt nur noch ein Wrack, mit zerschossenem Oberdeck, dessen Geschütze entweder zerstört waren oder keine Munition mehr hatten. Sie sollte von der Dorsetshire durch Torpedos auf eine Nahdistanz von nur 2.000 m zum Sinken gebracht werden. Der Kreuzer schoss erst zwei Torpedos in die Steuerbordseite, ohne dass eine Wirkung erkennbar war. Anschließend wechselte er auf die Backbordseite und schoss um 10:36 Uhr auch in diese einen 53 cm-Torpedo.
Nach dem letzten Torpedotreffer der Dorsetshire begann die Bismarck nach Backbord langsam zu krängen, weshalb dieser dritte Torpedotreffer manchmal als Auslöser des Sinkvorgangs angesehen wird. Etwa zur gleichen Zeit zeigten jedoch auch die mutmaßlichen Maßnahmen zur Selbstversenkung, wie gezündete Sprengladungen und das Öffnen der Bodenventile, Wirkung. Das Sinken selber, so die Berichte der wenigen Überlebenden im Wasser, ging dann erstaunlich schnell: die nun stark auf Backbordseite hängende Bismarck begann sich demnach schnell zu drehen, um dann kieloben schnell zu sinken. Nach dieser Drehung um 180° fielen die vier nur durch ihr Eigengewicht von ca. 1.000 t gehaltenen 38-cm-Türme aus ihren Barbetten und sanken getrennt vom Schiffsrumpf zum Meeresboden.
Die Bismarck sank etwa um 10:40 Uhr. Die Dorsetshire und der Zerstörer Maori retteten 110 Mann. Von der Besatzung der Bismarck – 2.221 Mann einschließlich Flottenstab und Prisenkommando – blieben wegen eines von einem Schiff gemeldeten U-Boot-Alarms 400 bis 500 Überlebende im Wasser zurück. Am Abend fand das deutsche U-Boot U 74 drei Männer und nahm sie an Bord. Daraufhin suchten sechs U-Boote noch vier Tage nach Überlebenden, fanden jedoch nur Trümmer und einige Leichen. Am 29. Mai konnte ein Wetterbeobachtungsschiff, der Trawler Sachsenwald, noch zwei weitere Überlebende retten. Somit überlebten nur 115 Männer den Untergang der Bismarck. Außerdem soll der Zerstörer Cossack die Bordkatze der Bismarck gerettet haben, die angeblich später noch zwei weitere Schiffsuntergänge überlebte, doch handelt es sich dabei wahrscheinlich um eine Legende.
Die Überlebenden erklärten Jahre später, ihnen sei der Befehl erteilt worden, das Schiff wegen der bevorstehenden Selbstversenkung zu verlassen. Auch deuten die Hinweise direkt am Wrack darauf hin, dass das Schiff von seiner Mannschaft versenkt wurde. Bei einem Tiefseetauchgang zum Wrack entstandene Bilder konnten am Torpedoschott keinen Schaden lokalisieren und zeigen, dass nur drei oder vier Projektile die Seitenpanzerung des Rumpfes oberhalb der Wasserlinie durchdringen konnten, da die britischen Schiffe direktes Feuer aus kurzer Distanz auf die Seitenpanzerung schossen.
An der Jagd waren insgesamt acht Schlachtschiffe und Schlachtkreuzer, zwei Flugzeugträger, vier schwere und sieben leichte Kreuzer, 21 Zerstörer und sechs U-Boote sowie mehrere landgestützte Flugzeuge beteiligt. An dem Endgefecht beteiligten sich seitens der Royal Navy die Schlachtschiffe Rodney und King George V und die Schweren Kreuzer Norfolk und Dorsetshire.
In seinem späteren Abschlussbericht über die Versenkung der Bismarck schrieb der britische Admiral Tovey:

“The Bismarck had put up a most gallant fight against impossible odds worthy of the old days of the Imperial German Navy, and she went down with her colours flying.”

„Die Bismarck hat gegen eine riesige Übermacht einen äußerst tapferen Kampf geführt, würdig der vergangenen Tage der Kaiserlich Deutschen Marine, und ist mit wehender Flagge untergegangen.“

### Verbrauchte Munition
Auf Gefechtsentfernungen, die bis auf 2500 Meter heruntergingen und dementsprechend hohe Trefferraten erbrachten, wurde am 27. Mai die folgende Munition gegen die Bismarck verschossen:
| Schiff:        | Schuss: | Kaliber der Granaten: |
| -------------- | ------- | --------------------- |
| Rodney:        | 380     | 40,6 cm               |
| "              | 716     | 15,2 cm               |
| King George V: | 339     | 35,6 cm               |
| "              | 660     | 13,3 cm               |
| Norfolk:       | 527     | 20,3 cm               |
| Dorsetshire:   | 254     | 20,3 cm               |
| Summe:         | 2876    |                       |

| Schiff:      | Schuss: | davon Treffer:                     |
| ------------ | ------- | ---------------------------------- |
| Norfolk:     | 8       | 1 (als möglich beansprucht)        |
| Dorsetshire: | 3       | 2 (und möglicherweise ein dritter) |
| Rodney:      | 12      | 1 (beansprucht)                    |

Es sind nur die Daten unmittelbar bei der Versenkung gezählt.
Quelle und Munitionsdaten: Burkard Freiherr von Müllenheim-Rechberg

## Beteiligte Schiffe
Insgesamt waren an der Jagd nach dem deutschen Schlachtschiff folgende Schiffe beteiligt:
- King George V
- Rodney
- Repulse
- Hood
- Prince of Wales
- Victorious
- Norfolk
- Suffolk
- Galatea
- Aurora
- Kenya
- Neptune
- Arethusa
- Edinburgh
- Manchester
- Birmingham
- Inglefield
- Active
- Antelope
- Achates
- Anthony
- Electra
- Echo
- Somali
- Tartar
- Mashona
- Eskimo
- Punjabi
- Intrepid
- Icarus
- Nestor
- Jupiter

Western Approaches Command
- Hermione
- Lance
- Legion
- Saguenay
- Assiniboine
- Columbia

Plymouth Command
- Cossack
- Sikh
- Zulu
- Maori
- Piorun

Nore Command
- Windsor

Force H
- Renown
- Ark Royal
- Sheffield
- Faulknor
- Foresight
- Forester
- Foxhound
- Fury
- Hesperus

America and West Indies Command
- Ramillies
- Revenge

South Atlantic Command
- Dorsetshire

Quelle: Burkard Freiherr von Müllenheim-Rechberg